# Hamilton Deane
Hamilton Deane (1879-1958) était un acteur et dramaturge irlandais né à Dublin. Il a joué un rôle clé dans la popularisation du Dracula de Bram Stoker en pièce de théâtre puis en film.
Hamilton Deane monta la pièce Dracula en 1924 avec lui-même dans le rôle de Van Helsing et Edmund Blake dans le rôle de Dracula. La pièce est un gros succès populaire ce qui l'amènera à être jouée à Londres puis New York (en 1927) avec, dans le rôle de Dracula, Bela Lugosi.